# Међународни рачуноводствени стандард 17
МРС 17 - Лизинг
Циљ овог стандарда је да пропише за кориснике и даваоце лизинга одговарајуће рачуноводствене политике и обелодањивања која се примењују у вези са финансијским и оперативним лизингом. Овај стандард се примењује на уговоре којима се преносе права на коришћење средстава, иако постоји могућност да су у вези са експлоатацијом или одржавањем таквих средстава неопходне значајне услуге од стране даваоца лизинга. С друге стране, овај стандард се не примењује на споразуме који представљају уговоре о пружању услуга којима се право на коришћење средстава не преноси с једне уговорне стране на другу.